# Ivan Bedi
Ivan Bedi (Nikšić, 17 novembre 1952) è un allenatore di calcio ed ex calciatore montenegrino, di ruolo difensore.

## Carriera

### Allenatore
Nel 1994 succedendo Miroslav Blažević viene nominato nuovo allenatore della Dinamo Zagabria, ruolo che mantiene per sole sette partite di campionato ed una di coppa prima di venir licenziato. 
Nel marzo 2003 sostituisce Rajko Magić sulla panchina del Slaven Belupo. Il 5 aprile fa il suo debutto alla guida dei Farmaceuti nella partita di campionato vinta 3-0 ai danni del Sebenico.
Nell'agosto 2007 si siede sulla panchina del Međimurje in sostituzione di Boško Anić. Un mese dopo, in seguito a tre sconfitte, rescinde consensualmente il contratto con la squadra di Čakovec.